# Aanslaggrens
De aanslaggrens voor de inkomstenbelasting in Nederland is het bedrag waarboven een aanslag ook betaald moet worden. Aanslagen die resulteren in een bedrag tot de aanslaggrens worden omgezet in een nihil-aanslag (nul). Fiscale partners kunnen door gebruik te maken van verdeling van aanslagcomponenten zoals spaargeld een van beide aanslagen tot een nihil-aanslag reduceren.

## Aanslaggrens per jaar
| Jaar          | Bedrag in Europees Nederland | Bedrag in Caribisch Nederland |
| ------------- | ---------------------------- | ----------------------------- |
| 2024          | € 56                         |                               |
| 2023          | € 51                         |                               |
| 2022          | € 49                         |                               |
| 2021          | € 49                         |                               |
| 2020          | € 48                         |                               |
| 2019          | € 47                         |                               |
| 2018          | € 47                         |                               |
| 2017          | € 46                         |                               |
| 2012 t/m 2016 | € 45                         |                               |
| 2011          | € 44                         | $ 168                         |
| 2010          | € 44                         |                               |
| 2009          | € 50                         |                               |
| 2008          | € 42                         |                               |
| 2007          | € 42                         |                               |
| 2006          | € 41                         |                               |
| 2005          | € 40                         |                               |
| 2004          | € 217                        |                               |
| 2003          | € 211                        |                               |

## Teruggaafgrens
Als de aangifte resulteert in een teruggave dan wordt deze alleen uitbetaald als het te ontvangen bedrag gelijk is aan of meer is dan de teruggaafgrens. Voor 2022 bedraagt de grens € 16, voor 2023 € 17.